# Клокоч (округ Детва)
Клокоч (словац. Klokoč) — село, громада в окрузі Детва, Банськобистрицький край, Словаччина. Кадастрова площа громади — 9,84 км². Станом на 31 грудня 2015 року в селі проживало 504 людей.

## Історія
Перші згадки про село датуються 1786 роком.

## Населення
| Рік:            | 1994. | 2004.   | 2014.   | 2024.   |
| --------------- | ----- | ------- | ------- | ------- |
| Кількість осіб: | 467   | 469     | 503     | 472     |
| Різниця:        |       | +0,42 % | +7,24 % | -6,16 % |

| Рік:            | 2023. | 2024.   |
| --------------- | ----- | ------- |
| Кількість осіб: | 479   | 472     |
| Різниця:        |       | -1,46 % |